# 広島市暴走族追放条例事件
広島市暴走族追放条例事件（ひろしましぼうそうぞくついほうじょうれいじけん、2007年（平成19年）9月18日最高裁第三小法廷判決）は、暴走族追放条例の規定が何人にも適用されるかのように規定されていたが、これを限定解釈して暴走族またはこれに類する集団についてのみ適用されるとして合憲限定解釈をして、憲法21条1項、31条に反しないとした判例である。特に、この判決では集会の自由と合憲限定解釈に関する詳細な個別意見が付されている。

## 事案の概要
被告人は、観音連合などの暴走族構成員約40名と共謀の上、2002年11月23日午後10時31分ころから、広島市が管理する公共の場所である広島市中区所在の「広島市西新天地公共広場」（通称：アリスガーデン）において、広島市長の許可を得ないで、所属する暴走族のグループ名を刺しゅうした「特攻服」と呼ばれる服を着用し、顔面の全部若しくは一部を覆い隠し、円陣を組み、旗を立てる等威勢を示して、公衆に不安又は恐怖を覚えさせるような集会を行い、同日午後10時35分ころ、同所において、本条例による広島市長の権限を代行する広島市職員から、上記集会を中止して上記広場から退去するよう命令を受けたが、これに従わず、引き続き同所において、同日午後10時41分ころまで本件集会を継続し、もって、上記命令に違反し広島市暴走族追放条例19条違反とされた。
上記観音連合など本件集会参加者が所属する暴走族は、いずれも暴走行為をすることを目的として結成された集団、すなわち社会通念上の暴走族にほかならず、暴力団の準構成員である被告人は、これら暴走族の後ろ盾となることにより事実上これを支配する「面倒見」と呼ばれる地位にあって、本件集会を主宰し、これを指揮していたものと認められるものであった。
そこで、第1審、控訴審とも被告人を有罪としたが、本件条例の規定が表現の自由を定めた憲法21条1項に違反し、また、処罰対象が広範であるとして憲法31条に違反するとして上告したのが本件である。

## 判旨
本条例は、暴走族の定義において社会通念上の暴走族以外の集団が含まれる文言となっていること、禁止行為の対象及び市長の中止・退去命令の対象も社会通念上の暴走族以外の者の行為にも及ぶ文言となっていることなど、規定の仕方が適切ではなく、本条例がその文言どおりに適用されることになると、規制の対象が広範囲（政治的・宗教的な抗議活動など）に及び、憲法21条1項及び31条との関係で問題がある。
しかし、本条例19条が処罰の対象にするのは、17条で規定する中止・退去命令に違反した場合に限定される。そして、本条例の目的規定である1条は、「暴走行為、い集、集会及び祭礼等における示威行為が、市民生活や少年の健全育成に多大な影響を及ぼしているのみならず、国際平和文化都市の印象を著しく傷つけている」存在としての「暴走族」を本条例が規定する諸対策の対象として想定するものと解され、本条例5条、6条も、少年が加入する対象としての「暴走族」を想定しているほか、本条例には、暴走行為自体の抑止を眼目としている規定も数多く含まれている。また、本条例の委任規則である本条例施行規則3条は、「暴走、騒音、暴走族名等暴走族であることを強調するような文言等を刺しゅう、印刷等をされた服装等」の着用者の存在（1号）、「暴走族名等暴走族であることを強調するような文言等を刺しゅう、印刷等をされた旗等」の存在（4号）、「暴走族であることを強調するような大声の掛合い等」（5号）を本条例17条の中止命令等を発する際の判断基準として挙げている。
このような本条例の全体から読み取ることができる趣旨、さらには本条例施行規則の規定等を総合すれば、本条例が規制の対象としている「暴走族」は、本条例2条7号の定義にもかかわらず，暴走行為を目的として結成された集団である本来的な意味における暴走族の外には、服装、旗、言動などにおいてこのような暴走族に類似し社会通念上これと同視することができる集団に限られるものと解され、したがって、市長において本条例による中止・退去命令を発し得る対象も、被告人に適用されている「集会」との関係では、本来的な意味における暴走族及び上記のようなその類似集団による集会が、本条例16条1項1号、17条所定の場所及び態様で行われている場合に限定されると解される。
そして、このように限定的に解釈すれば、本条例16条1項1号、17条，19条の規定による規制は，広島市内の公共の場所における暴走族による集会等が公衆の平穏を害してきたこと、規制に係る集会であっても、これを行うことを直ちに犯罪として処罰するのではなく，市長による中止命令等の対象とするにとどめ、この命令に違反した場合に初めて処罰すべきものとするという事後的かつ段階的規制によっていること等にかんがみると、その弊害を防止しようとする規制目的の正当性，弊害防止手段としての合理性、この規制により得られる利益と失われる利益との均衡の観点に照らし、いまだ憲法21条1項、31条に違反するとまではいえないことは、猿払事件（最高裁昭和44年（あ）第1501号同49年11月6日大法廷判決・刑集28巻9号393頁）、成田新法事件（最高裁昭和61年（行ツ）第11号平成4年7月1日大法廷判決・民集46巻5号437頁）の趣旨に徴して明らかである。
堀籠幸男裁判官、那須弘平裁判官の補足意見、藤田宙靖裁判官、田原睦夫裁判官の反対意見がある。

## 参照条文

### 広島市暴走族追放条例（平成14年3月28日広島市条例第39号）
（目的）

第1条　この条例は、暴走族による暴走行為、い集、集会及び祭礼等における示威行為が、市民生活や少年の健全育成に多大な影響を及ぼしているのみならず、国際平和文化都市の印象を著しく傷つけていることから、暴走族追放に関し、本市、市民、事業者等の責務を明らかにするとともに、暴走族のい集、集会及び示威行為、暴走行為をあおる行為等を規制することにより、市民生活の安全と安心が確保される地域社会の実現を図ることを目的とする。

（定義）

第2条　この条例において、次の各号に掲げる用語の意義は、それぞれ当該各号に定めるところによる。

(7)　暴走族　暴走行為をすることを目的として結成された集団又は公共の場所において、公衆に不安若しくは恐怖を覚えさせるような特異な服装若しくは集団名を表示した服装で、い集、集会若しくは示威行為を行う集団をいう。

（行為の禁止）

第16条　何人も、次に掲げる行為をしてはならない。

(1)　公共の場所において、当該場所の所有者又は管理者の承諾又は許可を得ないで、公衆に不安又は恐怖を覚えさせるようない集又は集会を行うこと。

（中止命令等）

第17条　前条第1項第1号の行為が、本市の管理する公共の場所において、特異な服装をし、顔面の全部若しくは一部を覆い隠し、円陣を組み、又は旗を立てる等威勢を示すことにより行われたときは、市長は、当該行為者に対し、当該行為の中止又は当該場所からの退去を命ずることができる。

（委任規定）

第18条　この条例の施行に関し必要な事項は、市長が定める。

（罰則）

第19条　第17条の規定による市長の命令に違反した者は、6月以下の懲役又は10万円以下の罰金に処する。

### 広島市暴走族追放条例施行規則（平成14年3月29日広島市規則第63号）
（市長の留意事項）

第2条　市長は、条例第17条の規定により中止命令等を行う場合において、条例第1条に規定する目的を達成するために必要な限度においてのみ行使するとともに、いやしくも権限を逸脱して個人の基本的人権若しくは正当な活動を制限し、又は正当な活動に介入するようなことのないよう留意しなければならない。

（中止命令等の判断基準）

第3条　市長は、条例第17条に規定する中止命令等を行う際に、条例第16条第1項第1号の行為が威勢を示すことにより行われたときに該当するか否かを判断するに当たっては、次に掲げることを勘案して判断するものとする。

(1)　暴走、騒音、暴走族名等暴走族であることを強調するような文言等を刺しゅう、印刷等をされた服装等特異な服装を着用している者の存在

(2)　明らかに人物の特定を避けるために顔面の全部又は一部を覆い隠している者の存在

(3)　他の者を隔絶するような形での円陣等い集又は集会の形態

(4)　暴走族名等暴走族であることを強調するような文言等を刺しゅう、印刷等をされた旗等の公衆に対する掲示物の存在

(5)　暴走族であることを強調するような大声の掛合い等い集又は集会の方法

(6)　その他社会通念上威勢を示していると認められる行為